# Krajta černohlavá
Krajta černohlavá (Aspidites melanocephalus) je hroznýšovitý had žijící v Austrálii. Nejsou známy žádné poddruhy. Je to noční zvíře, které se živí především jinými plazy. Hraje roli v domorodé australské kultuře.

## Popis
Dospělci krajty černohlavé dosahují na délku v průměru 1,5 až 2 metry, maximální zjištěná velikost je 3,5 metru. Tělo je svalnaté, z profilu působí zploštěle. Ocas se zužuje do jednoho tenkého bodu.
Horní část hlavy je pokryta velkými symetrickými šupinami. Hřbetní šupiny jsou hladké a lesklé, uspořádané v 50 až 65 řádcích ve střední části těla, na břiše má šupin 315 až 355. Subkaudálních šupin je 60 až 75 a směrem ke konci těla se rozdělují. Kloaku překrývá jeden anální štítek.
Barevný vzor se skládá z odstínů černé, tmavě šedé, hnědé, zlaté a smetanové v pruhovaném nebo žíhaném vzoru. Břicho je světle zbarvené a doplněné o tmavší skvrny. Hlava je lesklá černá a toto zbarvení se rozprostírá několik centimetrů i přes krk a hrdlo.

## Výskyt a stanoviště
Vyskytuje se v Austrálii, obývá tropický sever země. Typovou lokalitou je Port Denison Bowen v Queenslandu. Žije ve vlhkých až polosuchých oblastech, naopak neobývá oblasti suché.

## Chování
Tito hadi jsou suchozemští a často je lze najít mezi skalami či volnými kameny. Mohou si vyhloubit i noru v zemi. Aktivitu projevují během noci. Cítí-li se ohroženi, hlasitě na narušitele syčí, ale koušou spíše výjimečně (pokud neloví kořist). Někdy na nepřítele zaútočí se zavřenými čelistmi, ale obecně s nimi jde dobře manipulovat. I když jsou dobří plavci, jen zřídka je lze nalézt ve vodě. Krajty černohlavé nejsou jedovaté. Živí se hlavně plazy, především varany, agamami, scinky a hady. Loví i druhy prudce jedovaté, jako jsou smrtonoši, pakobry a taipani, vůči jejichž jedu jsou imunní. Mohou zabíjet i některé savce, pokud jsou k dispozici. Vzhledem k tomu, že mají černě zbarvené hlavy, v teplých oblastech pohlcují rychleji teplo ze slunce a rovněž ho udrží delší dobu. Díky tomu také žerou více než jiné druhy hadů, protože při těchto podmínkách u nich rychleji probíhá proces trávení. Při konzumaci velké kořisti se tento druh jednou nebo dvakrát svine, což mu umožní lépe polykat.
Krajte černohlavá je vejcorodá. Páření probíhá mezi červencem až zářím. Snůšku tvoří pět až deset vajec a samice ji až do vylíhnutí po 2 až 3 měsících chrání a inkubují omotané vlastním tělem. Po dvou dnech od vylíhnutí jsou mláďata již schopna lovit malou kořist. Jako mladá jsou zranitelná a hrozí jim napadení od různých predátorů včetně jedinců vlastního druhu. Jakmile dospějí, již nemají žádné jiné nepřátele mimo člověka. Dožívají se 20 až 30 let.

## Ve vztahu s lidmi
Vzhledem ke své mírné povaze a výraznému zbarvení se stala krajta černohlavá vyhledávaným domácím zvířetem. Chov v zajetí není složitý, ale nákladný. Jelikož může dosáhnout i velké velikosti, potenciální majitel by měl zvážit vhodný prostor, požadavky na teplotu a stravu.
V kultuře domorodých Austrálců hraje důležitou roli – je součástí mnoha tradičních příběhů.
Dle Mezinárodního svazu ochrany přírody se nezdá býti ohrožen a je hodnocen jako málo dotčený taxon.